# Cohors V Hispanorum
Die Cohors V Hispanorum [equitata] (deutsch 5. Kohorte der Hispanier [teilberitten]) war eine römische Auxiliareinheit. Sie ist durch Militärdiplome und Inschriften belegt.

## Namensbestandteile
- Cohors: Die Kohorte war eine Infanterieeinheit der Auxiliartruppen in der römischen Armee.

- V: Die römische Zahl steht für die Ordnungszahl die fünfte (lateinisch quinta). Daher wird der Name dieser Militäreinheit als Cohors quinta .. ausgesprochen.

- Hispanorum: der Hispanier. Die Soldaten der Kohorte wurden bei Aufstellung der Einheit auf dem Gebiet der römischen Provinz Hispanien rekrutiert.

- equitata: teilberitten. Die Einheit war ein gemischter Verband aus Infanterie und Kavallerie. Der Zusatz kommt in einer Inschrift[1] vor.

Da es keine Hinweise auf den Namenszusatz milliaria (1000 Mann) gibt, war die Einheit eine Cohors quingenaria equitata. Die Sollstärke der Kohorte lag bei 600 Mann (480 Mann Infanterie und 120 Reiter), bestehend aus 6 Centurien Infanterie mit jeweils 80 Mann sowie 4 Turmae Kavallerie mit jeweils 30 Reitern.

## Geschichte
Die Kohorte war in den Provinzen Germania, Moesia und Moesia superior stationiert. Sie ist auf Militärdiplomen für die Jahre 74 bis 161 n. Chr. aufgeführt.
Die Einheit wurde möglicherweise schon während der Regierungszeit von Augustus aufgestellt. Der erste Nachweis in Germania beruht auf einem Diplom, das auf 74 datiert ist. In dem Diplom wird die Kohorte als Teil der Truppen (siehe Römische Streitkräfte in Germania) aufgeführt, die in der Provinz stationiert waren.
Vermutlich im Jahr 82 wurde die Einheit nach Moesia verlegt, wo sie erstmals durch ein Diplom nachgewiesen ist, das auf den 20. September 82 datiert ist. In dem Diplom wird die Kohorte als Teil der Truppen (siehe Römische Streitkräfte in Moesia) aufgeführt, die in der Provinz stationiert waren. Weitere Diplome, die auf 93 bis 161 datiert sind, belegen die Einheit in Moesia superior.
Eine Teilnahme der Kohorte an den Dakerkriegen Trajans ist denkbar, aber nicht belegt. In den Diplomen von 115 wird die Einheit als eine der Kohorten aufgeführt, die aus Moesia superior für den Partherkrieg Trajans abkommandiert wurden (translatis in expeditione). Möglicherweise wurde die ganze Einheit (oder nur eine Vexillation) im 2. oder 3. Jhd. (zeitweise) nach Numidia verlegt.
Der letzte Nachweis der Einheit beruht auf einer Inschrift, die auf 240 datiert wird.

## Standorte
Standorte der Kohorte sind nicht bekannt.

## Angehörige der Kohorte
Folgende Angehörige der Kohorte sind bekannt.

### Kommandeure
| - Lucius Fadius Cornutus Titius Messianus, ein Präfekt - L(ucius) Lollus Certus, ein Präfekt (AE 1899, 192) - Pacideius Carpianus: er wird auf dem Diplom von 161 als Kommandeur genannt. | - Publius Aelius Ammonius, ein Präfekt - Claudius Verax: er wird auf dem Diplom von 108 als Kommandeur genannt. |

### Sonstige
| - []nus, ein Fußsoldat: das Diplom von 108 wurde für ihn ausgestellt. - Aurelius Marcus, ein Decurio (CIL 8, 4416) - Aur(elius) Suruclius, ein Duplicarius (CIL 8, 4416) | - Mucapor, ein Soldat (AE 2004, 1899) - Valens, ein Centurio (AE 2004, 1899) - Volsingus, ein Decurio: das Diplom von 161 wurde für ihn ausgestellt. |